# Zivia Lubetkin
Zivia Lubetkin   (Bycień, 9 de novembre de 1914 - Lohamei HaGeta'ot, 11 de juliol de 1978) fou una de les dirigents de la resistència jueva a la Varsòvia ocupada pels nazis i l'única dona de l'Alt Comandament del grup resistent Żydowska Organizacja Bojowa (ŻOB). Va sobreviure a l'Holocaust i va emigrar al Mandat britànic de Palestina el 1946, als 32 anys.

## Biografia

### Abans de la Segona Guerra Mundial
Zivia Lubetkin va néixer a Polònia, a Byteń, a prop de Słonim, actual Belarús. Es va incorporar al Moviment Sionista Laborista de ben jove. Durant els seus anys escolars, Lubetkin va ser educada en hebreu per professors privats. En la seva adolescència es va incorporar al Moviment juvenil sionista Dror i el 1938 va formar part del seu Consell Executiu. Després que Alemanya i la Unió Soviètica envaïssin Polònia el setembre de 1939, va realitzar un perillós viatge des de la part ocupada pels soviètics fins a Varsòvia per a incorporar-se a la resistència. El mateix any, va assistir al 20è congrés sionista com a delegada del bloc obrer Erez Israel.

### Segona Guerra Mundial
El 1942, Lubetkin va ajudar a fundar el Bloc Antifeixista Sionista d'esquerres. Aquesta seria la primera organització de resistència del Gueto de Varsòvia en enfrontar-se en combat a l'exèrcit nazi. Com a fundadora de la ŻOB, va servir al consell polític de la comunitat jueva de Varsòvia, al Comitè Nacional Jueu (Żydowska Komitet Narodowy, ŻKN), i va formar part també del Comitè de coordinació, una organització que comprenia el ŻKN i el Bund. Durant els anys d'activitats clandestines, el nom de «Cywia» es va convertir en la paraula clau de Polònia en les cartes enviades pels diversos grups de resistència tant de dins com fora del Gueto de Varsòvia. Va ser una de les líders de l'Aixecament del Gueto de Varsòvia i una de les només 34 combatents que va sobreviure a la guerra. Després de dirigir el seu grup de lluitadors supervivents a través de les clavegueres de Varsòvia amb l'ajut de Simcha «Kazik» Rotem el 10 de maig de 1943, va continuar les seves activitats de resistència fora del gueto. Va participar en la Insurrecció de Varsòvia el 1944 i va lluitar a les unitats de l'Armia Ludowa. Tot i que les forces jueves serien devastades pels alemanys, Lubetkin i altres supervivents van refugiar-se en un hospital que estava disposat a amagar-los. L'1 de març de 1945, va intentar emigrar a Palestina amb el líder partisà Abba Kovner. Aquest viatge no va tenir èxit ja que l'única ruta disponible estava bloquejada, fet que va comportar que Lubetkin tornés a Varsòvia.

### Vida després de la guerra
Després de la Segona Guerra Mundial, Lubetkin va estar activa a la comunitat de supervivents de l'Holocaust a Europa i va ajudar a organitzar la Bricha, una organització que va ajudar els jueus de l'Europa central i de l'est a creuar les fronteres per canals de migració il·legal en ruta cap al Mandat britànic de Palestina. Ella mateixa va emigrar-hi el 1946. Es va casar amb el comandant de la ŻOB, Icchak Cukierman i, juntament amb altres lluitadors i partisans supervivents, va fundar el quibuts Lohamei HaGeta'ot i el museu Casa dels Lluitadors del Gueto situat al mateix recinte. El 1961 va testificar en el judici contra el criminal de guerra Adolf Eichmann.
Els seus dos fills, Shimon (1947) i Yael (1949), van néixer al quibuts Lohamei HaGetta'ot, on va viure la resta de la seva vida. Morí l'11 de juliol de 1978. La seva neta, Roni Zuckerman, es va convertir en la primera dona pilot de la Força Aèria Israeliana el 2001.

## Obra publicada
- Lubetkin, Ziviah. (sic) Die letzten Tage des Warschauer Gettos. pp. 47, illus. Berlin: VVN-Verlag, 1949 (from: Commentary (magazine), New York). Also in: Neue Auslese. ed. Alliierter Informationsdienst, Berlin, no. 1, 1948, pp. 1–13
- Lubetkin, Zivia. Aharonim `al ha-homah. (Ein Harod, 1946/47)
- Lubetkin, Zivia. Bi-yemei kilayon va-mered (In the Days of Destruction and Revolt). Pp. 127. Tel-Aviv: HaKibbutz HaMeuchad, 1953.
- In the days of destruction and revolt translated from Hebrew by Ishai Tubbin; revised by Yehiel Yanay; biographical index by Yitzhak Zuckerman; biographical index translated by Debby Garber. Pp. 338, illus. Tel-Aviv: Hakibbutz Hameuchad Pub. House: Am Oved Pub. House, 1981